# 蓋訥拉科格爾山

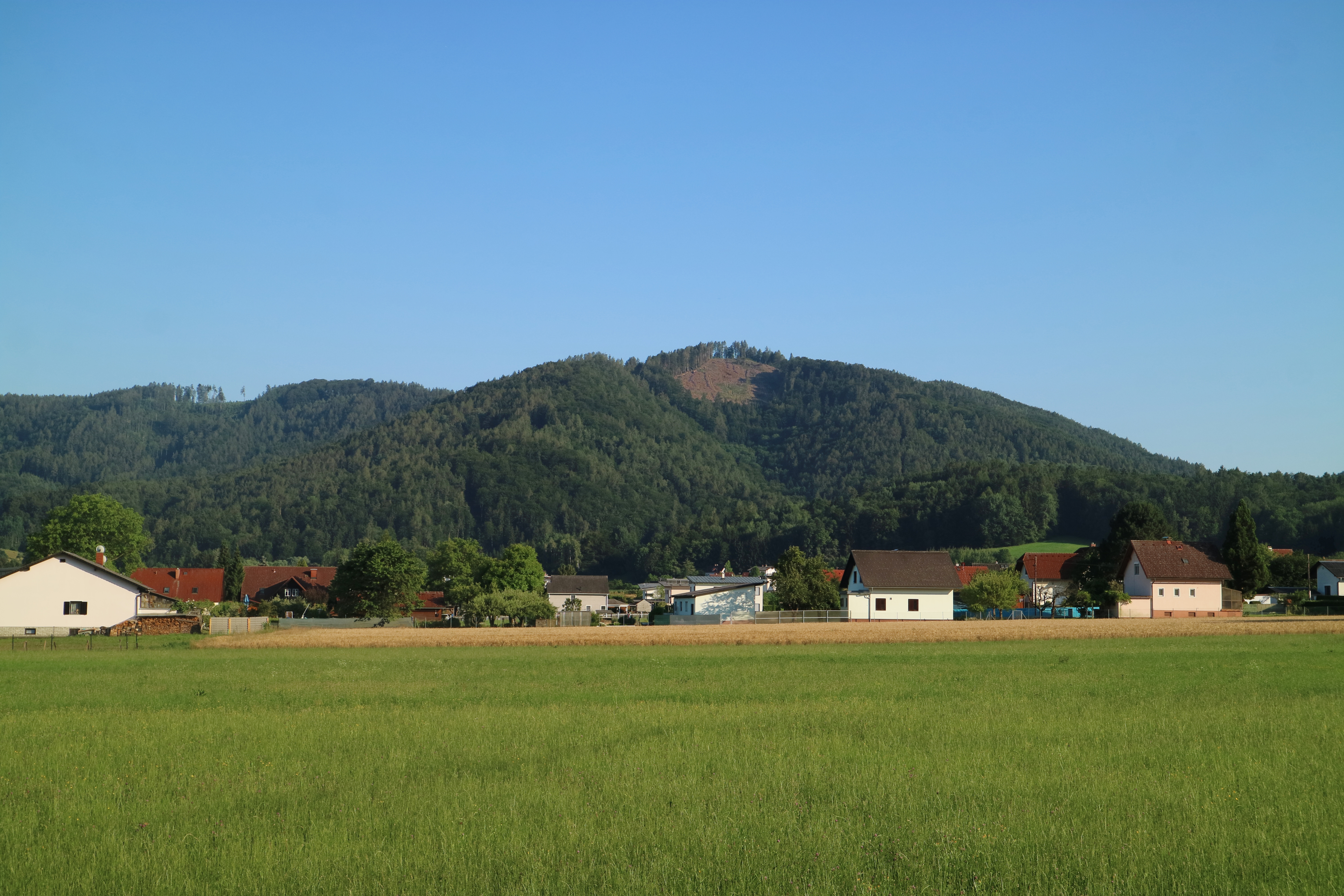

47°5′53″N 15°19′28″E / 47.09806°N 15.32444°E
蓋訥拉科格爾山（德語：Generalkogel），是奧地利的山峰，位於該國東南部，由施泰爾馬克州負責管轄，屬於格拉茨高地的一部分，距離施泰因科格爾山2.5公里，海拔高度713米。